# Arthrosphaera atrisparsa
Arthrosphaera atrisparsa är en mångfotingart som först beskrevs av Butler 1878.  Arthrosphaera atrisparsa ingår i släktet Arthrosphaera och familjen Sphaerotheriidae. Inga underarter finns listade i Catalogue of Life.